# Bălănești, Vrancea
Bălănești este un sat în comuna Gura Caliței din județul Vrancea, Muntenia, România. Satul este pe cale de dispariție din cauza alunecărilor de teren.
 Acest articol despre o localitate din județul Vrancea este deocamdată un ciot. Puteți ajuta Wikipedia prin completarea lui.